# Оролик
Оролик (хорв. Orolik) — населений пункт у Хорватії, у Вуковарсько-Сремській жупанії у складі громади Старі Янковці.

## Населення
Населення за даними перепису 2011 року становило 512 осіб.
Динаміка чисельності населення поселення:

## Клімат
Середня річна температура становить 11,11 °C, середня максимальна – 25,42 °C, а середня мінімальна – -5,95 °C. Середня річна кількість опадів – 681 мм.
| Клімат поселення                              | Клімат поселення | Клімат поселення | Клімат поселення | Клімат поселення | Клімат поселення | Клімат поселення | Клімат поселення | Клімат поселення | Клімат поселення | Клімат поселення | Клімат поселення | Клімат поселення | Клімат поселення |
| Показник                                      | Січ.             | Лют.             | Бер.             | Квіт.            | Трав.            | Черв.            | Лип.             | Серп.            | Вер.             | Жовт.            | Лист.            | Груд.            |                  |
| Середній максимум, °C                         | 5,90             | 7,92             | 12,50            | 17,20            | 22,55            | 25,42            | 25,18            | 24,89            | 20,89            | 15,42            | 9,51             | 5,54             |                  |
| Середня температура, °C                       | −0,04            | 1,99             | 6,55             | 11,26            | 16,62            | 19,50            | 21,18            | 20,90            | 16,89            | 11,41            | 5,50             | 1,55             |                  |
| Середній мінімум, °C                          | −5,95            | −3,94            | 0,64             | 5,35             | 10,70            | 13,57            | 17,18            | 16,90            | 12,89            | 7,40             | 1,50             | −2,45            |                  |
| Норма опадів, мм                              | 44               | 39               | 42               | 54               | 62               | 89               | 69               | 62               | 51               | 55               | 61               | 53               |                  |
| Середньомісячна швидкість вітру, м/с          | 2.17             | 2.40             | 2.78             | 2.65             | 2.39             | 2.19             | 2.10             | 2.00             | 1.90             | 2.10             | 2.19             | 2.20             |                  |
| Середньомісячна сонячна радіація, кДж/м²·день | 4370             | 7147             | 11116            | 15616            | 19385            | 21407            | 22360            | 20412            | 15123            | 9542             | 4973             | 3645             |                  |
| --------------------------------------------- | ---------------- | ---------------- | ---------------- | ---------------- | ---------------- | ---------------- | ---------------- | ---------------- | ---------------- | ---------------- | ---------------- | ---------------- | ---------------- |
| Джерело:                                      |                  |                  |                  |                  |                  |                  |                  |                  |                  |                  |                  |                  |                  |